# Eurovision Song Contest 2004
La quarantanovesima edizione dell'Eurovision Song Contest si è svolta il 12 e 15 maggio 2004 presso l'Abdi İpekçi Arena di Istanbul, in Turchia, in seguito alla vittoria di Sertab Erener nell'edizione precedente con Everyway That I Can. È il primo evento eurovisivo ospitato dalla Turchia.
Il concorso si è articolato per la prima volta in una semifinale e una finale, presentate da Korhan Abay e Meltem Cumbul.
L'edizione ha visto il debutto di Albania, Andorra, Bielorussia e della confederazione di Serbia e Montenegro (nata in seguito alla trasformazione della Repubblica Federale di Jugoslavia). Inoltre ritornano in gara Danimarca, Finlandia, Lituania, Macedonia, Monaco e Svizzera, squalificati l'anno precedente con il sistema delle retrocessioni. Con l'introduzione della semifinale questo sistema è stato completamente abbandonato.
La vincitrice è stata l'ucraina Ruslana con Wild Dances.

## Organizzazione

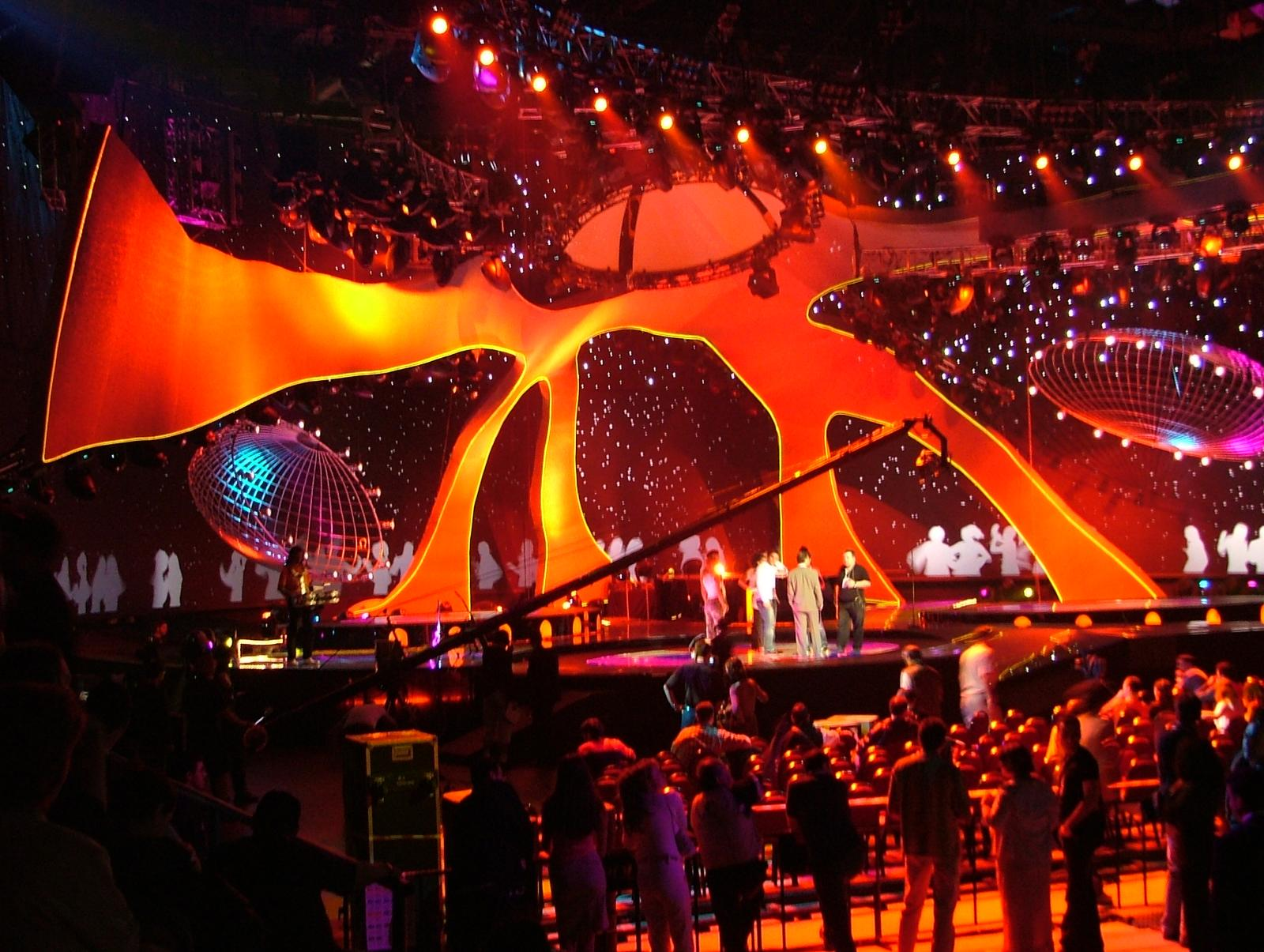
Il palcoscenico dell'Eurovision Song Contest 2004

Lo slogan dell'edizione è stato Under The Same Sky (dall'inglese: Sotto lo stesso cielo), tuttavia non è stato disegnato alcun logo specifico per l'evento.

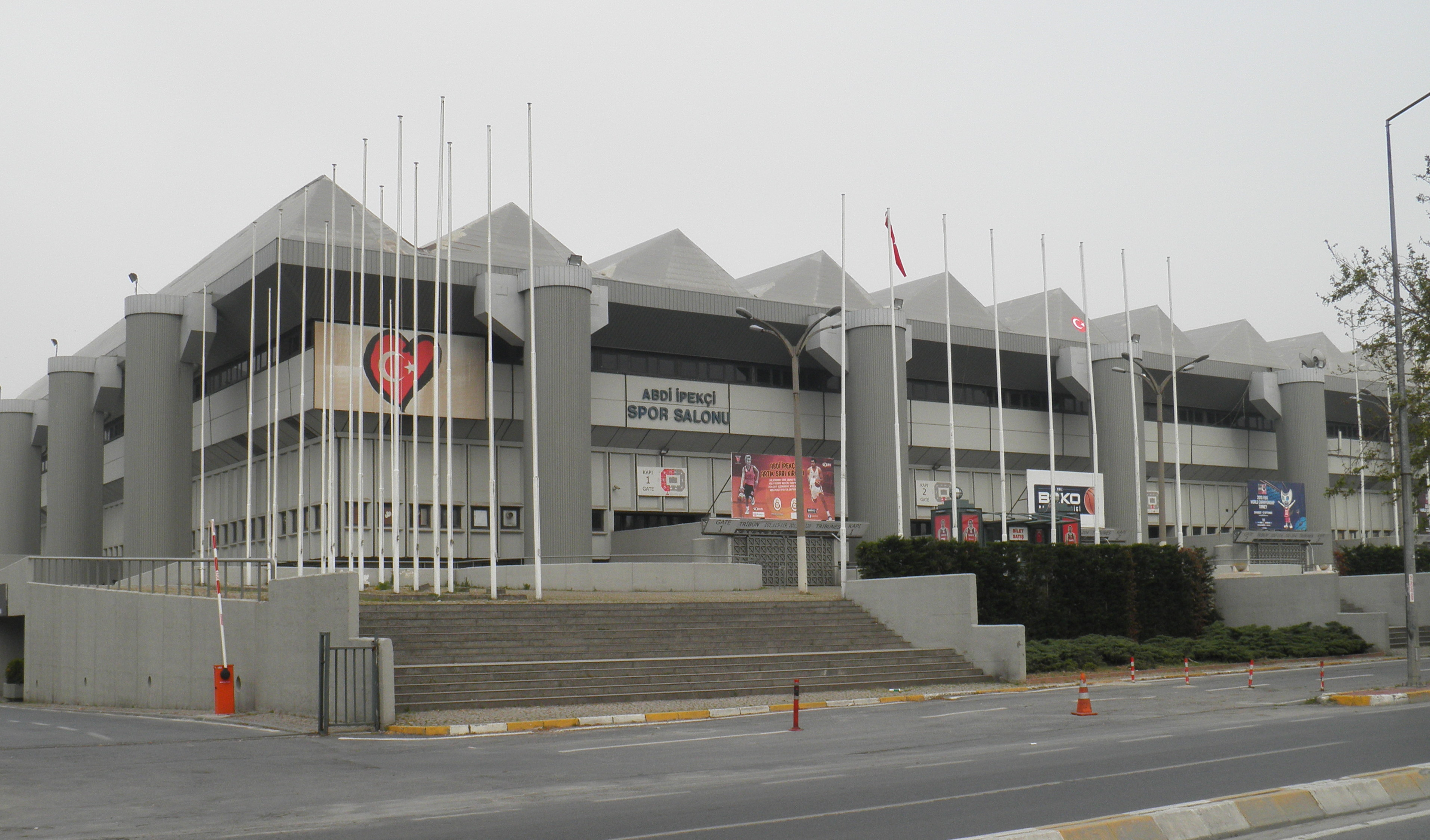
L'Abdi İpekçi Arena di Istanbul

### Scelta della sede
Con la vittoria di Sertab Erener all'Eurovision Song Contest 2003 di Riga, l'emittente turca Türkiye Radyo ve Televizyon Kurumu (TRT) aveva selezionato come sede della quarantanovesima edizione la Mydonose Showland di Istanbul. Successivamente la stessa emittente è tornata sui suoi passi annunciando che l'evento si sarebbe tenuto presso l'Abdi İpekçi Arena, vista la maggiore capacità.

## Stati partecipanti

Paesi partecipanti
Paesi che non si sono qualificati per la finale
Paesi che hanno partecipato in passato ma non hanno partecipato nel 2004

Paesi partecipanti
     Paesi che non si sono qualificati per la finale
     Paesi che hanno partecipato in passato ma non hanno partecipato nel 2004
| Stato                   | Artista                           | Brano                         | Lingua             | Processo di selezione                                                                             |
| ----------------------- | --------------------------------- | ----------------------------- | ------------------ | ------------------------------------------------------------------------------------------------- |
| Albania                 | Anjeza Shahini                    | The Image of You              | Inglese            | Festivali i Këngës 42, 20 dicembre 2003                                                           |
| Andorra                 | Marta Roure                       | Jugarem a estimar-nos         | Catalano           | 12 Punts, 15 marzo 2004                                                                           |
| Austria                 | Tie Break                         | Du bist                       | Tedesco            | Song.Null.Vier, 5 marzo 2004                                                                      |
| Belgio                  | Xandee                            | 1 Life                        | Inglese            | Eurosong 2004, 15 febbraio 2004                                                                   |
| Bielorussia             | Aleksandra & Konstantin           | My Galileo                    | Inglese            | Eurofest 2004, 31 gennaio 2004                                                                    |
| Bosnia ed Erzegovina    | Deen                              | In the Disco                  | Inglese            | Selezione interna per l'artista, 15 gennaio 2004; BH Eurosong 2004 per il brano, 6 marzo 2004     |
| Cipro                   | Lisa Andreas                      | Stronger Every Minute         | Inglese            | Finale nazionale, 17 febbraio 2004                                                                |
| Croazia                 | Ivan Mikulić                      | You Are the Only One          | Croato, inglese    | Dora 2004, 14 marzo 2004                                                                          |
| Danimarca               | Tomas Thordarson                  | Shame on You                  | Inglese            | Dansk Melodi Grand Prix 2004, 7 febbraio 2004                                                     |
| Estonia                 | Neiokõsõ                          | Tii                           | Võro               | Eurolaul 2004, 7 febbraio 2004                                                                    |
| Finlandia               | Jari Sillanpää                    | Takes 2 to Tango              | Inglese            | Euroviisukarsinta 2004, 24 gennaio 2004                                                           |
| Francia                 | Jonatan Cerrada                   | À chaque pas                  | Francese, spagnolo | Interno per il artista: 9 febbraio 2004; Per la canzone: 10 marzo 2004                            |
| Germania                | Max                               | Can't Wait Until Tonight      | Inglese, turco     | Germany, 12 Points! 2004, 19 marzo 2004                                                           |
| Grecia                  | Sakis Rouvas                      | Shake It                      | Inglese            | Interno per il artista: 15 marzo 2004; Per la canzone: 20 marzo 2004                              |
| Irlanda                 | Chris Doran                       | If My World Stopped Turning   | Inglese            | You're A Star 2004, 5 marzo 2004                                                                  |
| Islanda                 | Jónsi                             | Heaven                        | Inglese            | Interno per il artista: 9 febbraio 2004; Per la canzone: 20 marzo 2004                            |
| Israele                 | David D'Or                        | Leha'amin                     | Ebraico, inglese   | Interno per l'artista, 13 novembre 2003; Finale nazionale per il brano, 5 febbraio 2004           |
| Lettonia                | Fomins & Kleins                   | Dziesma par laimi             | Lettone            | Eirodziesma 2004, 28 febbraio 2004                                                                |
| Lituania                | Linas & Simona                    | What's Happened to Your Love? | Inglese            | Nacionalinis finalas 2004, 14 febbraio 2004                                                       |
| Macedonia               | Toše Proeski                      | Life                          | Inglese            | Selezione interna per l'artista, 7 luglio 2003; Finale nazionale per il brano, 14 febbraio 2004   |
| Malta                   | Julie & Ludwig                    | On Again... Off Again         | Inglese            | Malta Song for Europe 2004, 13/14 febbraio 2004                                                   |
| Norvegia                | Knut Anders Sørum                 | High                          | Inglese            | Melodi Grand Prix 2004, 6 marzo 2004                                                              |
| Paesi Bassi             | Re-Union                          | Without You                   | Inglese            | Nationaal Songfestival 2004, 22 febbraio 2004                                                     |
| Polonia                 | Blue Café                         | Love Song                     | Inglese, spagnolo  | Krajowe Eliminacje do Konkursu Piosenki Eurowizji 2004, 24 gennaio 2004                           |
| Portogallo              | Sofia Vitória                     | Foi magia                     | Portoghese         | Operação Triunfo 2003, 25 gennaio 2004                                                            |
| Principato di Monaco    | Maryon                            | Notre planète                 | Francese           | Interno per artista e canzone; 22 febbraio 2004                                                   |
| Regno Unito             | James Fox                         | Hold Onto Our Love            | Inglese            | Eurovision: Making Your Mind Up 2004, 28 febbraio 2004                                            |
| Romania                 | Sanda                             | I Admit                       | Inglese            | Selecția Națională 2004, 13 marzo 2004                                                            |
| Russia                  | Julija Savičeva                   | Believe Me                    | Inglese            | Interno, 10 marzo 2004                                                                            |
| Serbia e Montenegro     | Željko Joksimović                 | Lane moje                     | Serbo              | Evropesma 2004, 21 febbraio 2004                                                                  |
| Slovenia                | Platin                            | Stay Forever                  | Inglese            | EMA 2004, 15 febbraio 2004                                                                        |
| Spagna                  | Ramón                             | Para llenarme de ti           | Spagnolo           | Operación Triunfo 2003, 28 gennaio 2004                                                           |
| Svezia                  | Lena Philipsson                   | It Hurts                      | Inglese            | Melodifestivalen 2004, 20 marzo 2004                                                              |
| Svizzera                | Piero Esteriore & The Music Stars | Celebrate                     | Inglese            | Concours Eurovision 2004, 6 marzo 2004                                                            |
| Turchia (organizzatore) | Athena                            | For Real                      | Inglese            | Selezione interna per l'artista, 2 settembre 2003; Finale nazionale per il brano, 24 gennaio 2004 |
| Ucraina                 | Ruslana                           | Wild Dances                   | Inglese, ucraino   | Interno per il artista: 23 gennaio 2004; Per la canzone: 25 marzo 2004                            |

## Struttura di voto
Ogni paese premia con dodici, dieci, otto e dal sette all'uno, punti per le proprie dieci canzoni preferite.

## Orchestra
Gli artisti cantano su basi musicali.

## Semifinale
La semifinale si è svolta il 12 maggio 2004; vi hanno partecipato 22 stati, e hanno votato 33 su 36 paesi partecipanti; Francia, Polonia e Russia non hanno trasmesso la serata.
| N° | Stato                | Cantante                         | Canzone                       | Punti | Posizione |
| -- | -------------------- | -------------------------------- | ----------------------------- | ----- | --------- |
| 01 | Finlandia            | Jari Sillanpää                   | Takes 2 to Tango              | 45    | 14        |
| 02 | Bielorussia          | Aleksandra & Konstantin          | My Galileo                    | 10    | 19        |
| 03 | Svizzera             | Piero Esteriore & The MusicStars | Celebrate                     | 0     | 22        |
| 04 | Lettonia             | Fomins & Kleins                  | Dziesma par laimi             | 23    | 17        |
| 05 | Israele              | David D'Or                       | Leha'amin                     | 57    | 11        |
| 06 | Andorra              | Marta Roure                      | Jugarem a estimar-nos         | 12    | 18        |
| 07 | Portogallo           | Sofia Vitória                    | Foi magia                     | 38    | 15        |
| 08 | Malta                | Julie & Ludwig                   | On Again... Off Again         | 74    | 8         |
| 09 | Principato di Monaco | Maryon                           | Notre planète                 | 10    | 19        |
| 10 | Grecia               | Sakis Rouvas                     | Shake It                      | 238   | 3         |
| 11 | Ucraina              | Ruslana                          | Wild Dances                   | 256   | 2         |
| 12 | Lituania             | Linas & Simona                   | What's Happened to Your Love? | 26    | 16        |
| 13 | Albania              | Anjeza Shahini                   | The Image of You              | 167   | 4         |
| 14 | Cipro                | Lisa Andreas                     | Stronger Every Minute         | 149   | 5         |
| 15 | Macedonia            | Toše Proeski                     | Life                          | 71    | 10        |
| 16 | Slovenia             | Platin                           | Stay Forever                  | 5     | 21        |
| 17 | Estonia              | Neiokõsõ                         | Tii                           | 57    | 11        |
| 18 | Croazia              | Ivan Mikulić                     | You Are the Only One          | 72    | 9         |
| 19 | Danimarca            | Tomas Thordarson                 | Shame on You                  | 56    | 13        |
| 20 | Serbia e Montenegro  | Željko Joksimović                | Lane moje                     | 263   | 1         |
| 21 | Bosnia ed Erzegovina | Deen                             | In the Disco                  | 133   | 7         |
| 22 | Paesi Bassi          | Re-Union                         | Without You                   | 146   | 6         |

12 punti
| N. | A                    | Da                                                                                                |
| -- | -------------------- | ------------------------------------------------------------------------------------------------- |
| 9  | Serbia e Montenegro  | Austria, Bosnia e Erzegovina, Croazia, Germania, Paesi Bassi, Slovenia, Svezia, Svizzera, Ucraina |
| 7  | Grecia               | Albania, Cipro, Israele, Malta, Regno Unito, Romania, Turchia                                     |
| 4  | Ucraina              | Bielorussia, Estonia, Lituania, Portogallo                                                        |
| 2  | Bosnia ed Erzegovina | Danimarca, Norvegia                                                                               |
| 2  | Cipro                | Grecia, Principato di Monaco                                                                      |
| 2  | Estonia              | Finlandia, Lettonia                                                                               |
| 2  | Paesi Bassi          | Belgio, Irlanda                                                                                   |
| 1  | Albania              | Macedonia                                                                                         |
| 1  | Andorra              | Spagna                                                                                            |
| 1  | Danimarca            | Islanda                                                                                           |
| 1  | Macedonia            | Serbia e Montenegro                                                                               |
| 1  | Portogallo           | Andorra                                                                                           |

## La finale

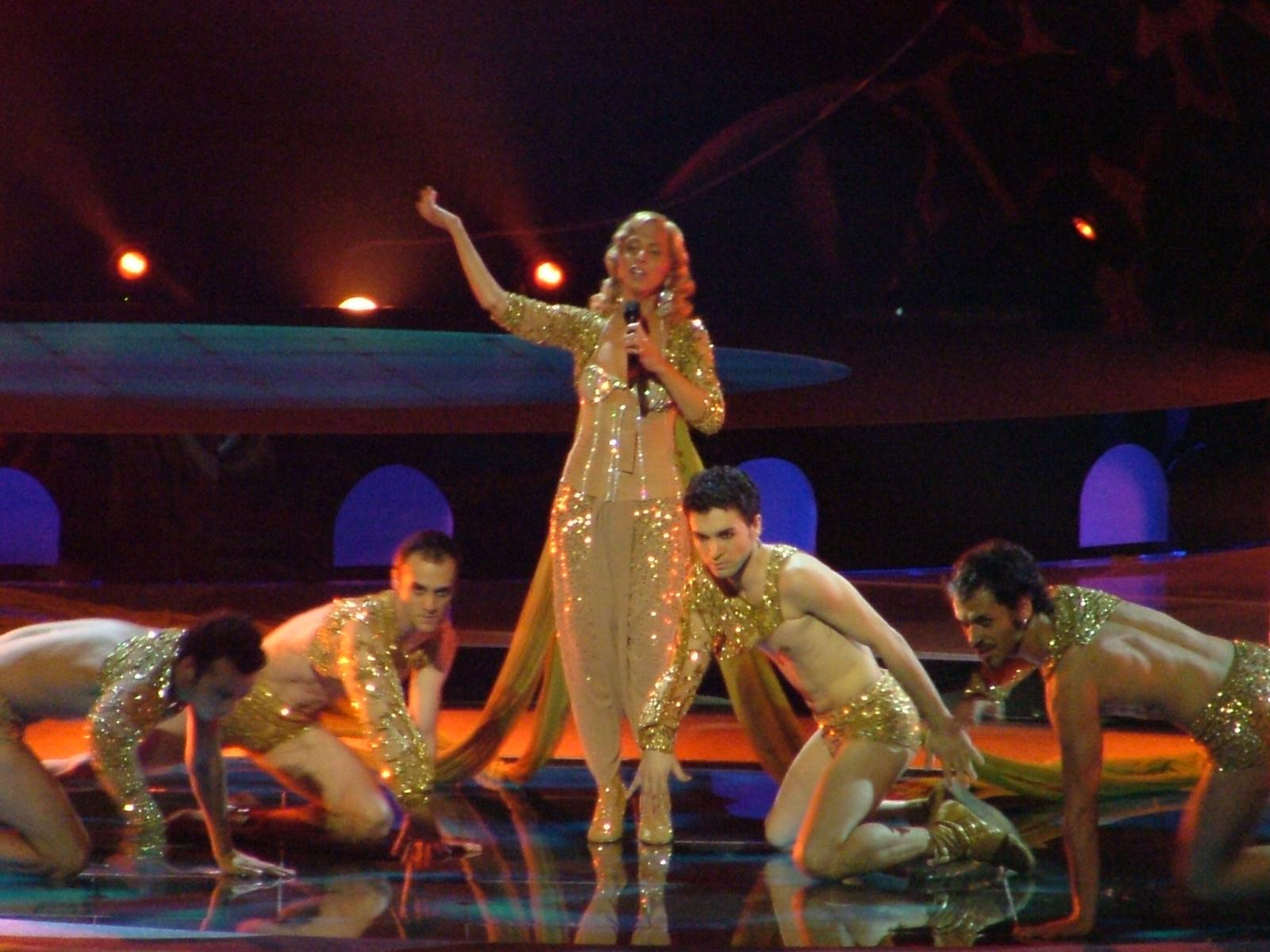
Sertab Erener durante lopening act della finale

La finale si è svolta il 15 maggio 2004; vi hanno gareggiato 24 stati di cui:
- I primi 10 classificati durante la semifinale
- I primi 10 classificati dell'Eurovision Song Contest 2003
- i 4 finalisti di diritto, i cosiddetti Big Four, ovvero Francia, Germania, Regno Unito e Spagna.

I paesi segnati in grassetto si qualificano automaticamente per la finale del 2005
| N° | Stato                | Cantante          | Canzone                     | Punti | Posizione |
| -- | -------------------- | ----------------- | --------------------------- | ----- | --------- |
| 01 | Spagna               | Ramón             | Para llenarme de ti         | 87    | 10        |
| 02 | Austria              | Tie Break         | Du bist                     | 9     | 21        |
| 03 | Norvegia             | Knut Anders Sørum | High                        | 3     | 24        |
| 04 | Francia              | Jonatan Cerrada   | À chaque pas                | 40    | 15        |
| 05 | Serbia e Montenegro  | Željko Joksimović | Lane moje                   | 263   | 2         |
| 06 | Malta                | Julie & Ludwig    | On Again... Off Again       | 50    | 12        |
| 07 | Paesi Bassi          | Re-Union          | Without You                 | 11    | 20        |
| 08 | Germania             | Max               | Can't Wait Until Tonight    | 93    | 8         |
| 09 | Albania              | Anjeza Shahini    | The Image of You            | 106   | 7         |
| 10 | Ucraina              | Ruslana           | Wild Dances                 | 280   | 1         |
| 11 | Croazia              | Ivan Mikulić      | You Are the Only One        | 50    | 12        |
| 12 | Bosnia ed Erzegovina | Deen              | In the Disco                | 91    | 9         |
| 13 | Belgio               | Xandee            | 1 Life                      | 7     | 22        |
| 14 | Russia               | Julija Savičeva   | Believe Me                  | 67    | 11        |
| 15 | Macedonia            | Toše Proeski      | Life                        | 47    | 14        |
| 16 | Grecia               | Sakis Rouvas      | Shake It                    | 252   | 3         |
| 17 | Islanda              | Jónsi             | Heaven                      | 16    | 19        |
| 18 | Irlanda              | Chris Doran       | If My World Stopped Turning | 7     | 22        |
| 19 | Polonia              | Blue Café         | Love Song                   | 27    | 17        |
| 20 | Regno Unito          | James Fox         | Hold On to Our Love         | 29    | 16        |
| 21 | Cipro                | Lisa Andreas      | Stronger Every Minute       | 170   | 5         |
| 22 | Turchia              | Athena            | For Real                    | 195   | 4         |
| 23 | Romania              | Sanda Ladoşi      | I Admit                     | 18    | 18        |
| 24 | Svezia               | Lena Philipsson   | It Hurts                    | 170   | 5         |

12 punti
| N. | A                   | Da                                                                         |
| -- | ------------------- | -------------------------------------------------------------------------- |
| 8  | Ucraina             | Estonia, Islanda, Israele, Lettonia, Lituania, Polonia, Russia, Turchia    |
| 7  | Serbia e Montenegro | Austria, Bosnia e Erzegovina, Croazia, Slovenia, Svezia, Svizzera, Ucraina |
| 5  | Grecia              | Albania, Cipro, Malta, Regno Unito, Romania                                |
| 4  | Svezia              | Danimarca, Finlandia, Irlanda, Norvegia                                    |
| 4  | Turchia             | Belgio, Germania, Francia, Paesi Bassi                                     |
| 2  | Spagna              | Andorra, Portogallo                                                        |
| 1  | Albania             | Macedonia                                                                  |
| 1  | Cipro               | Grecia                                                                     |
| 1  | Francia             | Principato di Monaco                                                       |
| 1  | Germania            | Spagna                                                                     |
| 1  | Macedonia           | Serbia e Montenegro                                                        |
| 1  | Russia              | Bielorussia                                                                |

## Marcel Bezençon Awards
I vincitori sono stati:
- Press Award:  Serbia e Montenegro
- Artistic Award:  Ucraina
- Composer Award:  Cipro